# Pselliophora tigriventris
Pselliophora tigriventris är en tvåvingeart som beskrevs av Alexander 1925. Pselliophora tigriventris ingår i släktet Pselliophora och familjen storharkrankar. Inga underarter finns listade i Catalogue of Life.